# Ћурковица (Сурдулица)
Ћурковица је насеље у Србији у општини Сурдулица у Пчињском округу. Према попису из 2022. било је 153 становника.

## Демографија
У насељу Ћурковица живи 206 пунолетних становника, а просечна старост становништва износи 40,8 година (40,9 код мушкараца и 40,8 код жена). У насељу има 88 домаћинстава, а просечан број чланова по домаћинству је 2,97.
Ово насеље је у потпуности насељено Србима (према попису из 2002. године), а у последња три пописа, примећен је пад у броју становника.
|  |

| Демографија | Демографија | Демографија |
| Година      | Становника  | Становника  |
| ----------- | ----------- | ----------- |
| 1948.       | 227         |             |
| 1953.       | 397         |             |
| 1961.       | 452         |             |
| 1971.       | 546         |             |
| 1981.       | 448         |             |
| 1991.       | 286         | 279         |
| 2002.       | 261         | 264         |
| 2011.       | 206         |             |
| 2022.       | 153         |             |

| Етнички састав према попису из 2002.‍ | Етнички састав према попису из 2002.‍ | Етнички састав према попису из 2002.‍ | Етнички састав према попису из 2002.‍ | Етнички састав према попису из 2002.‍ |
| ------------------------------------ | ------------------------------------ | ------------------------------------ | ------------------------------------ | ------------------------------------ |
|                                      |                                      |                                      |                                      |                                      |
| Срби                                 | Срби                                 |                                      | 261                                  | 100,0%                               |

| Година пописа     | 1948. | 1953. | 1961. | 1971. | 1981. | 1991. | 2002. |
| ----------------- | ----- | ----- | ----- | ----- | ----- | ----- | ----- |
| Број домаћинстава | 42    | 65    | 96    | 134   | 111   | 79    | 88    |

| Број чланова      | 1  | 2  | 3  | 4  | 5  | 6 | 7 | 8 | 9 | 10 и више | Просек |
| ----------------- | -- | -- | -- | -- | -- | - | - | - | - | --------- | ------ |
| Број домаћинстава | 17 | 29 | 10 | 11 | 14 | 7 | 0 | 0 | 0 | 0         | 2,97   |

| Пол    | Укупно | Неожењен/Неудата | Ожењен/Удата | Удовац/Удовица | Разведен/Разведена | Непознато |
| ------ | ------ | ---------------- | ------------ | -------------- | ------------------ | --------- |
| Мушки  | 106    | 25               | 72           | 7              | 1                  | 1         |
| Женски | 113    | 22               | 72           | 18             | 0                  | 1         |
| УКУПНО | 219    | 47               | 144          | 25             | 1                  | 2         |

| Пол    | Укупно                    | Пољопривреда, лов и шумарство | Рибарство                            | Вађење руде и камена | Прерађивачка индустрија       |
| ------ | ------------------------- | ----------------------------- | ------------------------------------ | -------------------- | ----------------------------- |
| Мушки  | 44                        | 6                             | 0                                    | 0                    | 13                            |
| Женски | 30                        | 1                             | 0                                    | 0                    | 14                            |
| УКУПНО | 74                        | 7                             | 0                                    | 0                    | 27                            |
| Пол    | Производња и снабдевање   | Грађевинарство                | Трговина                             | Хотели и ресторани   | Саобраћај, складиштење и везе |
| Мушки  | 2                         | 9                             | 1                                    | 0                    | 2                             |
| Женски | 0                         | 0                             | 3                                    | 1                    | 0                             |
| УКУПНО | 2                         | 9                             | 4                                    | 1                    | 2                             |
| Пол    | Финансијско посредовање   | Некретнине                    | Државна управа и одбрана             | Образовање           | Здравствени и социјални рад   |
| Мушки  | 0                         | 0                             | 4                                    | 3                    | 1                             |
| Женски | 0                         | 1                             | 3                                    | 2                    | 2                             |
| УКУПНО | 0                         | 1                             | 7                                    | 5                    | 3                             |
| Пол    | Остале услужне активности | Приватна домаћинства          | Екстериторијалне организације и тела | Непознато            | Непознато                     |
| Мушки  | 2                         | 0                             | 0                                    | 1                    | 1                             |
| Женски | 0                         | 0                             | 0                                    | 3                    | 3                             |
| УКУПНО | 2                         | 0                             | 0                                    | 4                    | 4                             |